# Маскіго (Вісконсин)
Маскіго (англ. Muskego) — місто (англ. city) в США, в окрузі Вокеша штату Вісконсин. Населення — 25 032 особи (2020).

## Географія
Маскіго розташоване за координатами 42°52′17″ пн. ш. 88°8′4″ зх. д. / 42.87139° пн. ш. 88.13444° зх. д. (42.871352, -88.134318).  За даними Бюро перепису населення США в 2010 році місто мало площу 93,16 км², з яких 81,83 км² — суходіл та 11,33 км² — водойми.

## Демографія
Згідно з переписом 2010 року, у місті мешкало 24 135 осіб у 9068 домогосподарствах у складі 7011 родини. Густота населення становила 259 осіб/км².  Було 9431 помешкання (101/км²).
Расовий склад населення:
| - 97,2 % — білих - 0,9 % — азіатів - 0,3 % — чорних або афроамериканців - 0,2 % — корінних американців |

До двох чи більше рас належало 1,0 %. Частка іспаномовних становила 2,3 % від усіх жителів.
За віковим діапазоном населення розподілялося таким чином: 25,1 % — особи молодші 18 років, 62,0 % — особи у віці 18—64 років, 12,9 % — особи у віці 65 років та старші. Медіана віку мешканця становила 42,4 року. На 100 осіб жіночої статі у місті припадало 97,4 чоловіків;  на 100 жінок у віці від 18 років та старших — 95,3 чоловіків також старших 18 років.
Середній дохід на одне домашнє господарство  становив 98 058 доларів США (медіана — 83 125), а середній дохід на одну сім'ю — 109 242 долари (медіана — 98 597). Медіана доходів становила 63 942 долари для чоловіків та 45 256 доларів для жінок. За межею бідності перебувало 3,3 % осіб, у тому числі 4,7 % дітей у віці до 18 років та 2,7 % осіб у віці 65 років та старших.
Цивільне працевлаштоване населення становило 14 097 осіб. Основні галузі зайнятості: освіта, охорона здоров'я та соціальна допомога — 20,7 %, виробництво — 17,6 %, роздрібна торгівля — 12,4 %, науковці, спеціалісти, менеджери — 10,2 %.